# Relief des prétoriens
Le relief des prétoriens est un relief en marbre veiné de gris daté autour des années 51 ou 52 apr. J.-C.
Provenant de l'arc de l'empereur Claude sur l'aqueduc de l'Aqua Virgo et faisant partie du narratif du succès des armées romaines en Bretagne (43 apr. J.-C.), il représente cinq soldats, dont trois en haut relief, et un porteur d'enseigne.
Découvert dans le sous-sol du Champ de Mars à Rome en 1562, il est passé par la collection du cardinal Fesch (oncle de Napoléon Ier) avant d'être acheté par le musée du Louvre en 1824.

## Histoire

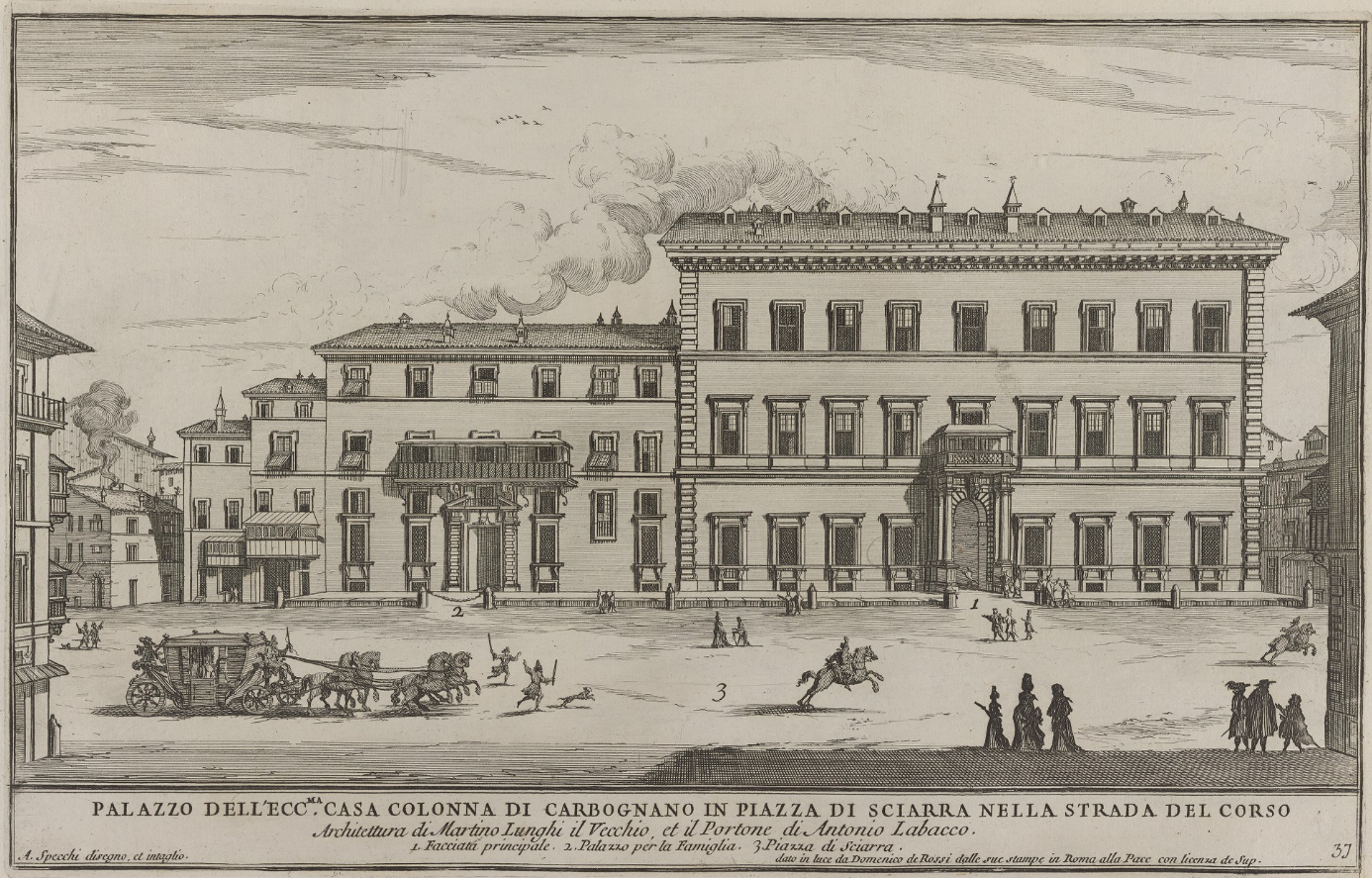
Lieu de la découverte des fragments de reliefs, face au palazzo Sciarra ; dessin d'Alessandro Specchi en 1699.

Des fragments architecturaux sont découverts à Rome en 1562 sur le Champ de Mars, par Pirro Ligorio, chargé d'évacuer les débris. Précisément à l'intersection des rues del Caravita et del Corso. Ligorio dessine une restitution générale d'un arc à une baie comportant des colonnes corinthiennes. En 1577, Pierre Jacques de Reims dessine le détail de deux fragments, le relief des prétoriens et un autre actuellement conservé à Hever, dans le Kent en Grande-Bretagne,.

## Description
Le relief en marbre représente une scène partielle comportant six personnages, initialement insérée dans un caisson dont le montant à droite est d'origine mais dont la partie inférieure gauche est moderne. Dans l'angle inférieur gauche se trouve la trace de la jambe d'une septième personne arrachée au tableau.
En arrière, le bas-relief montre de gauche à droite : une hampe en forme de pilastre couronnée d'un chapiteau corinthien et surmontée d'un aigle aux ailes repliées posé sur un foudre , un porteur d'enseigne militaire (un signifer), barbu et coiffé d'une peau d'ours ou de lion, et deux soldats portant lance et bouclier. Au premier plan, les trois soldats en haut relief, dont les têtes sont de restauration moderne, sont en cuirasse et portent des casques à haut cimier et des boucliers ornés de motifs,.

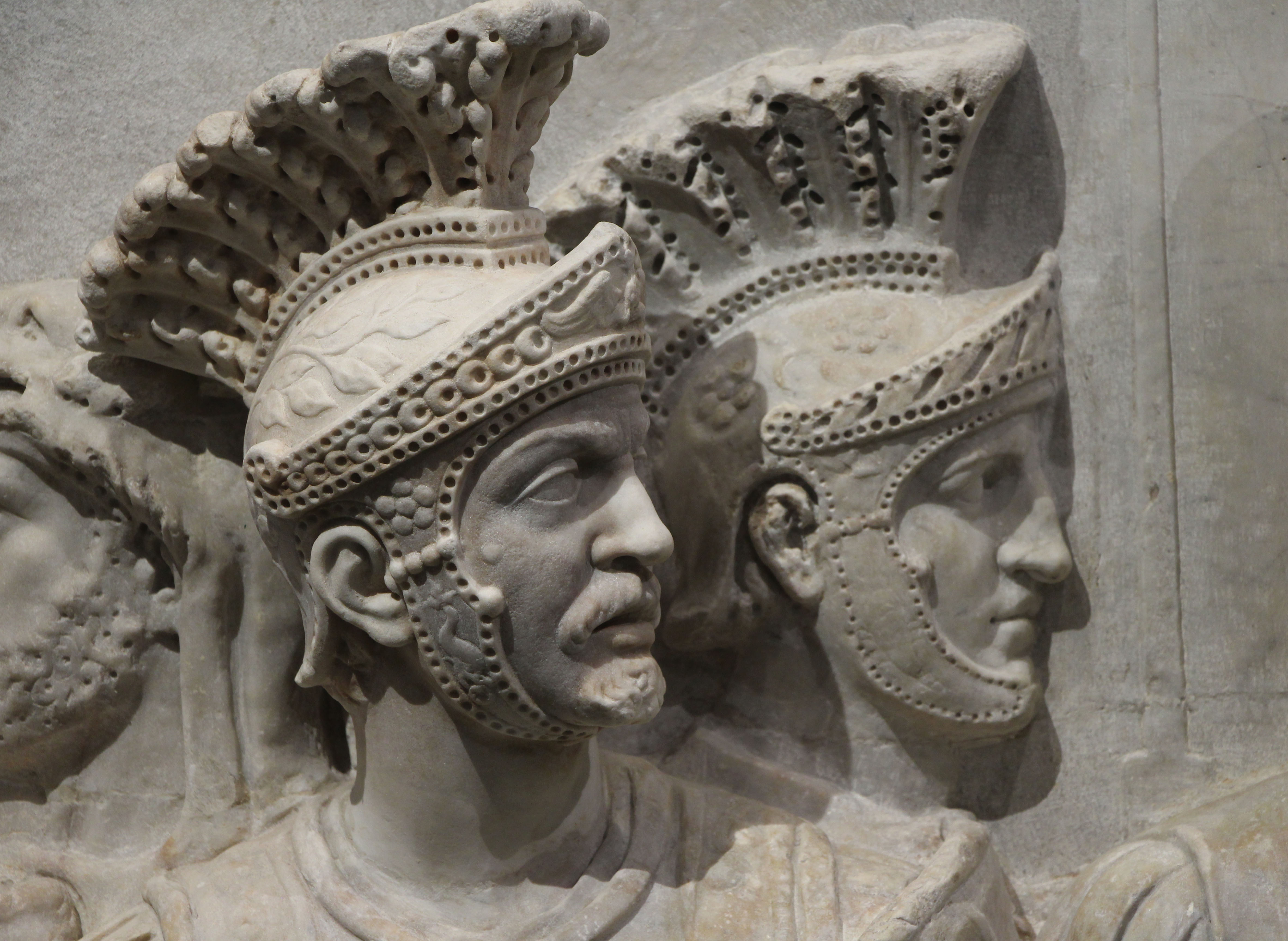
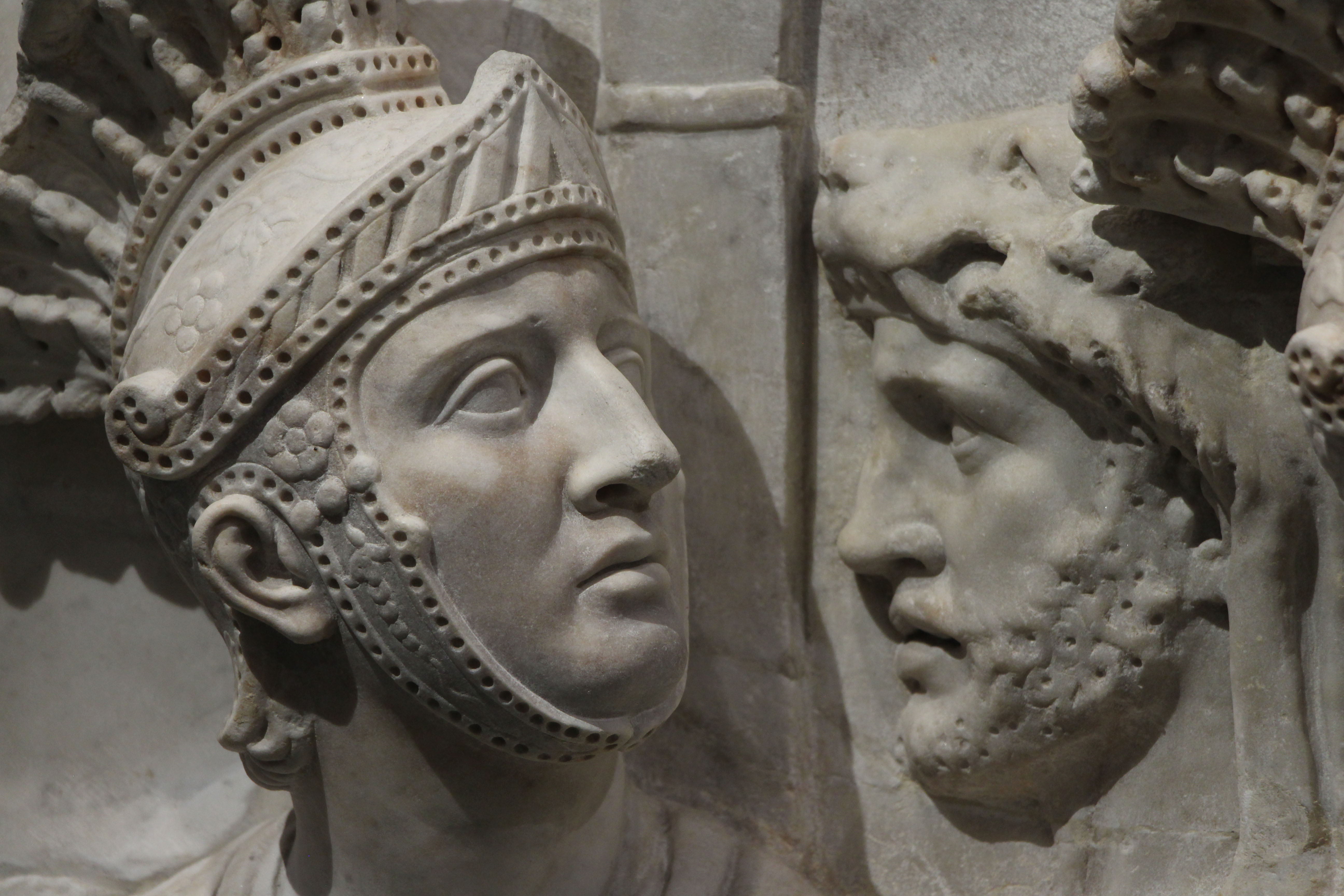
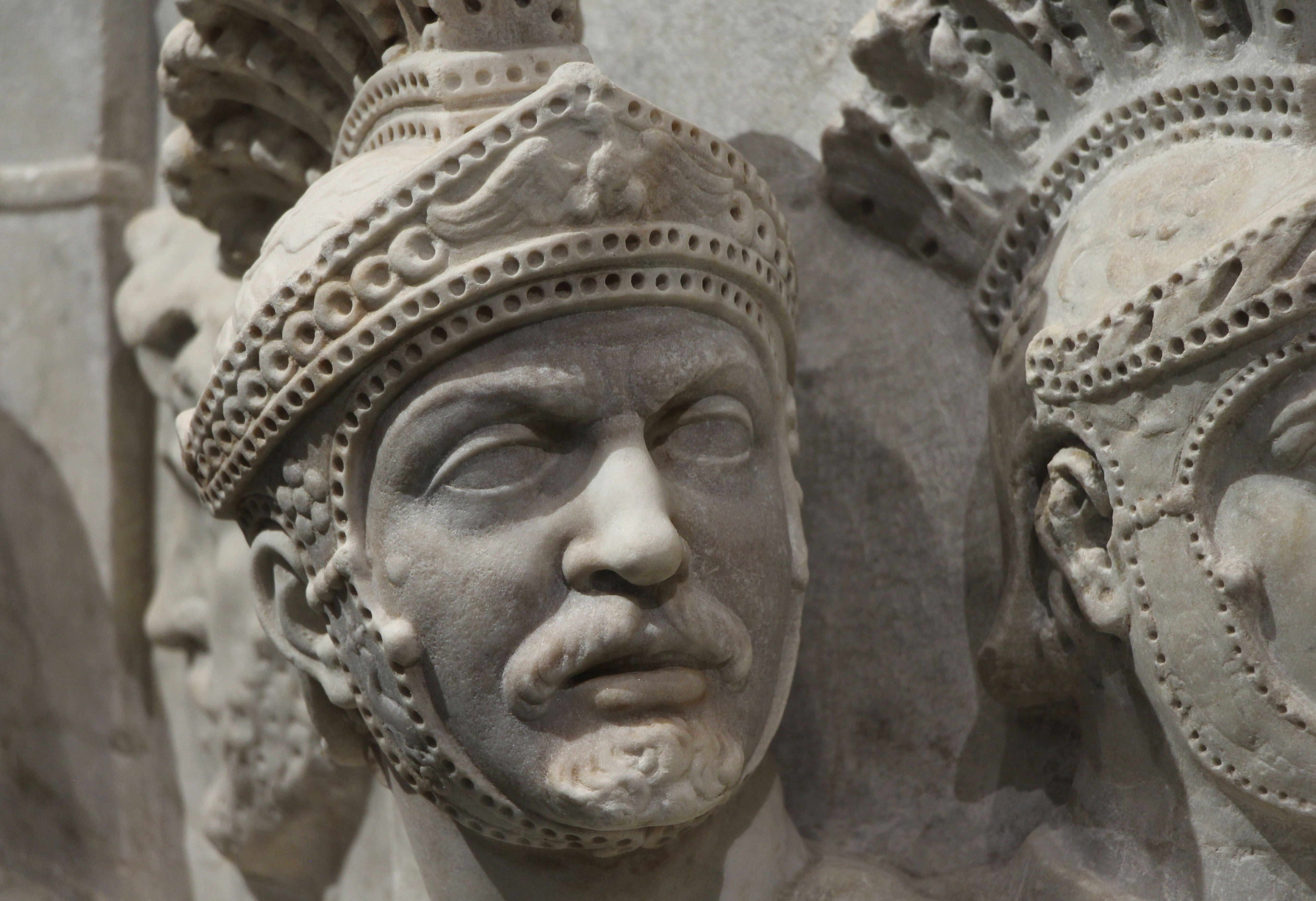
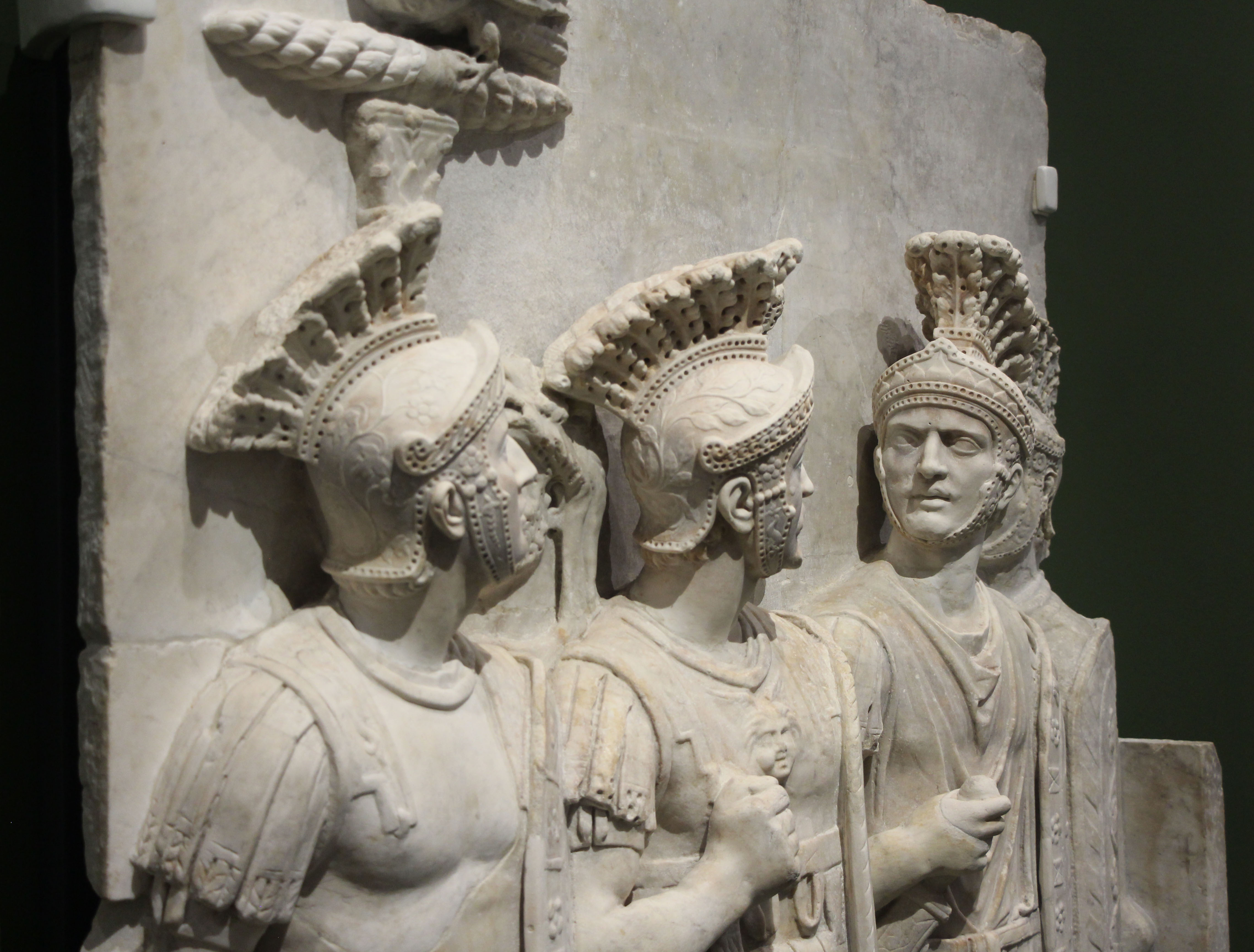

### Restaurations
Une restauration a été effectuée à une époque moderne. Le relief a été brisé au-dessous des genoux des personnages, mais ce sont surtout les têtes proéminentes des trois soldats qui ont été rajoutées en prenant pour modèle les deux situées au fond. L'arrière des casques en particulier a été travaillé, chose impossible s'ils avaient été sculptés directement dans le marbre.

## Personnages

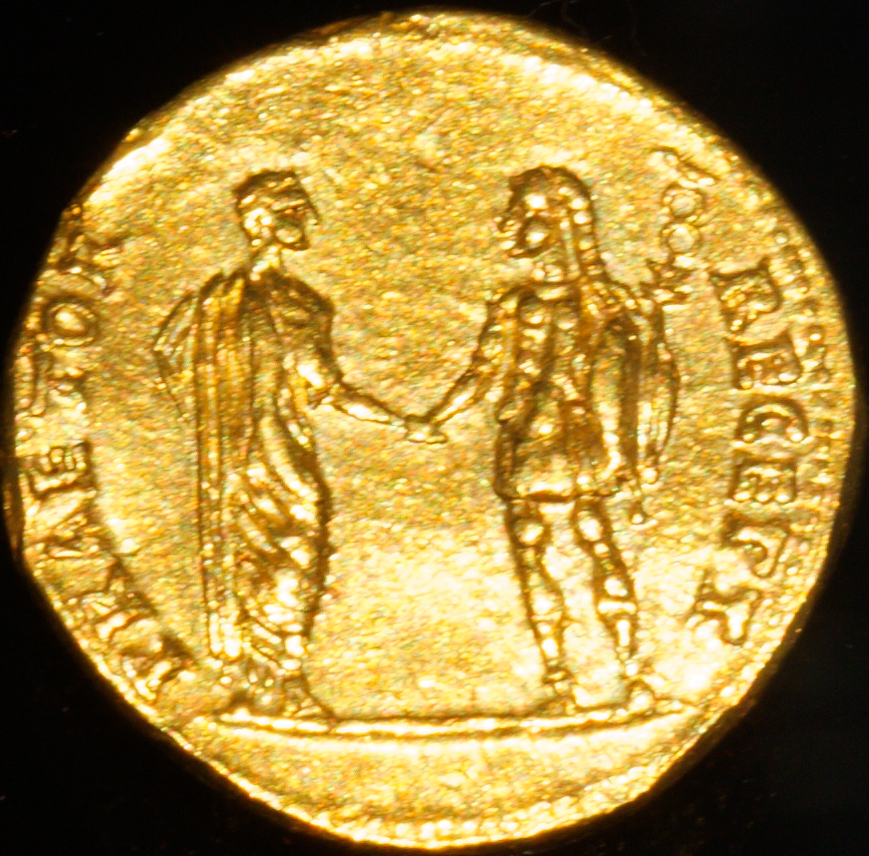
Aureus de Claude serrant la main d'un porte-enseigne prétorien : enseigne avec un aigle aux ailes repliés

L'appartenance des soldats à la garde prétorienne n'est pas certaine. Leurs vêtements et accessoires montrent que ce sont des officiers de haut rang, sans permettre de les associer à une légion. Les légions romaines ont pour emblème un aigle aux ailes déployées, alors que celui qui est représenté sur le relief a les ailes repliées : il apparaît sur les monnaies claudiennes commémorant la succession de Claude à Caligula, portée par la garde prétorienne.

## Interprétation
Le relief conservé à Hever montre des hommes en toge et des joueurs de cor, ce qui permet d'identifier la scène complète comme un cortège triomphal.

## Expositions
Cette statue a été présentée lors des expositions suivantes :
- Exposition Rome. La cité et l'empire, du 6 avril au 25 juillet 2022 au Musée du Louvre-Lens.

- exposition Claude, un empereur au destin singulier, de décembre 2018 à mars 2019 au Musée des Beaux-Arts de Lyon[2].
- exposition De l'esclave à l'empereur, l'art romain dans les collections du musée du Louvre, du 20 décembre 2008 au 3 mai 2009 au Musée départemental de l'Arles antique.